# Schulsystem in Kanada
Das Schulsystem in Kanada liegt in der Zuständigkeit der Provinzen, sodass es ähnlich wie in Deutschland und der Schweiz eine große Vielfalt von Regelungen gibt. Allen Schulen in Kanada ist gemeinsam, dass es sich um Ganztagsschulen und Einheitsschulen handelt. Schüler können zwischen öffentlichen (95 %) und kostenpflichtigen privaten (5 %) Schulen wählen. Die Schulzeit bis zur Hochschulreife dauert zwölf Jahre und beginnt in der Regel mit dem fünften Lebensjahr. Die Ureinwohner besuchten bis 1996 sogenannte Residential Schools.

## Schulaufbau in den Provinzen und Territorien
Die regionale Struktur des Schulsystems der verschiedenen Provinzen wird in untenstehender Tabelle abgebildet.
Der Schulbesuch dauert vom 5./6. bis zum 16. Lebensjahr in der Elementary (1–6) und Junior High School (7–9). Meist öffnen die Schulen zwischen 8:30 oder 9:00 Uhr und 15:30 oder 16:00 Uhr. Das Schuljahr dauert von September bis Mitte Juni.
In der Senior High School (10–12) haben die Schüler obligatorische (Mathematik und Englisch/Französisch) und freiwillige Kurse nach Wahl. Die Schulen bieten noch freiwillige Aktivitäten in Sport, Spiel, Musik, Drama oder Handwerk an. Nach dem Examen setzen die meisten Schüler ihre Studien fort, auf der Universität, in formalen Ausbildungen für bestimmte Fähigkeiten oder in einem Community College. Eine Ausnahme bildet die Provinz Québec mit dem Cégep.
| Alberta (Quelle)                  |                     | Elementary          | Elementary       | Elementary       | Elementary       | Elementary       | Elementary       | Elementary     | Junior High         | Junior High         | Junior High         | Senior High      | Senior High      | Senior High      |        |       |
| Alberta (Quelle)                  |                     | Kindergarten        | 1                | 2                | 3                | 4                | 5                | 6              | 7                   | 8                   | 9                   | 10               | 11               | 12               |        |       |
| British Columbia (Quelle)         |                     | Elementary          | Elementary       | Elementary       | Elementary       | Elementary       | Elementary       | Elementary     | Elementary          | Junior Secondary    | Junior Secondary    | Junior Secondary | Senior Secondary | Senior Secondary |        |       |
| British Columbia (Quelle)         |                     | Kindergarten        | 1                | 2                | 3                | 4                | 5                | 6              | 7                   | 8                   | 9                   | 10               | 11               | 12               |        |       |
| Manitoba (Quelle)                 |                     | Early               | Early            | Early            | Early            | Early            | Early            | Early          | Junior High         | Junior High         | Junior High         | Senior High      | Senior High      | Senior High      |        |       |
| Manitoba (Quelle)                 |                     | Kindergarten        | 1                | 2                | 3                | 4                | 5                | 6              | 7                   | 8                   | 9                   | 10               | 11               | 12               |        |       |
| New Brunswick (Quelle)            |                     | Elementary          | Elementary       | Elementary       | Elementary       | Elementary       | Elementary       | Middle School  | Middle School       | Middle School       | High School         | High School      | High School      | High School      |        |       |
| New Brunswick (Quelle)            |                     | Kindergarten        | 1                | 2                | 3                | 4                | 5                | 6              | 7                   | 8                   | 9                   | 10               | 11               | 12               |        |       |
| Neufundland und Labrador (Quelle) |                     |                     | Primary          | Primary          | Primary          | Elementary       | Elementary       | Elementary     | Intermediate        | Intermediate        | Intermediate        | Senior High      | Senior High      | Senior High      |        |       |
| Neufundland und Labrador (Quelle) |                     | Kindergarten        | 1                | 2                | 3                | 4                | 5                | 6              | 7                   | 8                   | 9                   | Level I          | Level II         | Level III        |        |       |
| Northwest Territories (Quelle)    |                     | Primary             | Primary          | Primary          | Primary          | Intermediate     | Intermediate     | Intermediate   | Junior Secondary    | Junior Secondary    | Junior Secondary    | Senior Secondary | Senior Secondary | Senior Secondary |        |       |
| Northwest Territories (Quelle)    |                     | Kindergarten        | 1                | 2                | 3                | 4                | 5                | 6              | 7                   | 8                   | 9                   | 10               | 11               | 12               |        |       |
| Nova Scotia (Quelle; PDF; 1,4 MB) |                     | Elementary          | Elementary       | Elementary       | Elementary       | Elementary       | Elementary       | Elementary     | Junior High         | Junior High         | Junior High         | Senior High      | Senior High      | Senior High      |        |       |
| Nova Scotia (Quelle; PDF; 1,4 MB) |                     | Primary             | 1                | 2                | 3                | 4                | 5                | 6              | 7                   | 8                   | 9                   | 10               | 11               | 12               |        |       |
| Ontario (Quelle)                  | Elementary          | Elementary          | Elementary       | Elementary       | Elementary       | Elementary       | Elementary       | Elementary     | Elementary          | Elementary          | Secondary           | Secondary        | Secondary        | Secondary        |        |       |
| Ontario (Quelle)                  | Junior Kindergarten | Senior Kindergarten | 1                | 2                | 3                | 4                | 5                | 6              | 7                   | 8                   | 9                   | 10               | 11               | 12               |        |       |
| PEI (Quelle)                      |                     |                     | Elementary       | Elementary       | Elementary       | Elementary       | Elementary       | Elementary     | Intermediate School | Intermediate School | Intermediate School | Senior High      | Senior High      | Senior High      |        |       |
| PEI (Quelle)                      |                     | Kindergarten        | 1                | 2                | 3                | 4                | 5                | 6              | 7                   | 8                   | 9                   | 10               | 11               | 12               |        |       |
| Québec                            |                     |                     | École primaire   | École primaire   | École primaire   | École primaire   | École primaire   | École primaire | École secondaire    | École secondaire    | École secondaire    | École secondaire | École secondaire | Cégep            | Cégep  | Cégep |
| Québec                            | garderie            | maternelle          | 1                | 2                | 3                | 4                | 5                | 6              | Sec I               | Sec II              | Sec III             | Sec IV           | Sec V            | first            | second | third |
| Saskatchewan (Quelle)             |                     |                     | Elementary Level | Elementary Level | Elementary Level | Elementary Level | Elementary Level | Middle Level   | Middle Level        | Middle Level        | Middle Level        | Secondary Level  | Secondary Level  | Secondary Level  |        |       |
| Saskatchewan (Quelle)             |                     | Kindergarten        | 1                | 2                | 3                | 4                | 5                | 6              | 7                   | 8                   | 9                   | 10               | 11               | 12               |        |       |
| Yukon (Quelle)                    |                     | Elementary          | Elementary       | Elementary       | Elementary       | Elementary       | Elementary       | Elementary     | Elementary          | Junior Secondary    | Junior Secondary    | Junior Secondary | Senior Secondary | Senior Secondary |        |       |
| Yukon (Quelle)                    |                     | Kindergarten        | 1                | 2                | 3                | 4                | 5                | 6              | 7                   | 8                   | 9                   | 10               | 11               | 12               |        |       |

## Programme und Schulen für Sprachimmersion
Aufgrund der offiziellen Zweisprachigkeit (englisch/französisch durch das Amtssprachengesetz) werden in allen Provinzen Kanadas sogenannte Immersions-Programme angeboten. Dabei wird der gesamte Unterricht in der jeweils anderen Sprache (nicht der Muttersprache) geführt. Die Beliebtheit dieser Programme unterscheidet sich je nach Provinz: Während diese Art der Beschulung in den Seeprovinzen und Québec vergleichsweise häufig in Anspruch genommen wird, nimmt der Anteil der Schüler in Richtung Westen stark ab.

## Religion und Konfessionen
Hinter den historischen Sprachenstreitigkeiten standen auch konfessionelle Kämpfe. Diese ethnischen, sprachlichen und religiösen Differenzen kannten allerdings auch Überlappungen. So waren die irischen Immigranten zwar englischsprachig, jedoch katholisch, wie die frankophone Bevölkerung. Ähnliches gilt für die indigene Bevölkerung, die überwiegend katholisch ist. Einige Provinzen verfügen daher aus historischen Gründen über rechtlich verbürgte öffentliche Konfessionsschulen. Das gilt vor allem für katholische Schulen in Toronto und Quebec. Nichtchristliche öffentliche Schulen werden nicht eingerichtet, was einen Streit über die Gleichbehandlung ausgelöst hat. Private Konfessionsschulen sind in kleiner Zahl überall vertreten, private Schulen für Hindus, Sikhs, Juden und Muslime gibt es inzwischen ebenso.

## Akademische versus Berufsbildung
Die Bildungsideen Kanadas stammen aus der britischen Tradition und sind elitärer als in den USA. 1960 besuchten nur 9,2 % der Kanadier im Alter von 20 bis 24 höhere Schulen, verglichen mit 30,2 % in den USA. Der Nachbarstaat war auch an beruflicher Bildung stärker interessiert. Lawrence Downey urteilte 1960 zum Unterschied:
Canadians, as a group, assigned considerably higher priority than did Americans to knowledge, scholarly attitudes, creative skills, aesthetic appreciation, and morality, as outcomes of schooling. Americans emphasized physical development, citizenship, patriotism, social skills, and family living much more than did Canadians.
Inzwischen hat die breite Akademisierung der Bildung auch Kanada erreicht.

## Leistungsniveau
Das Leistungsniveau kanadischer Schulen gilt allgemein als hoch. Bei den PISA-Studien belegt Kanada regelmäßig einen der Spitzenplätze. In Kanada sind die Leistungen der Schüler mit Migrationshintergrund mit denen ihrer einheimischen Altersgenossen vergleichbar. Schüler, deren Muttersprache Hindi ist, sind sogar den englischsprachigen Schülern leistungsmäßig voraus. Das Leistungsniveau privater Schulen gilt als höher als das der staatlichen Schulen. Kanada ist das einzige OECD-Land, in dem die Schülerschaft der Privatschulen selbst nach Kontrolle des familiären und sozioökonomischen Hintergrundes mehr lernt als die Schülerschaft an öffentlichen Schulen.
Die Gründe für den kanadischen Bildungserfolg liegen in der gelungenen Integration von Immigrantenkindern, die kaum Unterschiede zu anderen aufweisen. Die PISA-2000-Daten zeigten den Erfolg, dass die „Koppelung zwischen Kompetenzniveau und sozialer Herkunft“ begrenzt wird (Schwippert/Klieme/Lehmann/Neumann 2007, S. 221). Nennenswerte Schwierigkeiten gibt es nur für die erste Generation, danach sei das Leistungsniveau für Zuwandererkinder günstiger als für solche ohne Migrationshintergrund. Innerhalb von drei Jahren nach der Einwanderung erreichen die Kinder eine durchschnittliche Punktzahl von 500 im PISA-Test, dem Mittelwert im OECD-Staatenmittel. In den USA betrug 2006 der Unterschied in Bezug auf Leseleistungen 22 Punkte, in Frankreich und Deutschland jeweils rund 60 Punkte. Auch unterscheiden sich die Leistungen der Schüler nicht abhängig davon, ob zuhause die Unterrichtssprache gesprochen wird (OECD 2011, S. 70f.). Allerdings gibt es in Kanada eine regulierte Einwanderung, die Werte für Kinder aus dem karibischen Raum sind weniger gut. Afrokanadische Schüler haben schlechtere Bildungschancen als ihre weißen Altersgenossen. In Toronto blieben zum Beispiel 40 Prozent davon ohne Abschluss. Als Lösung des Problems wurden von Bürgerrechtlern „afrozentrische Schulen“ (afrocentric schools) gefordert, die den Bedürfnissen und der Kultur der schwarzen Schüler eher entgegenkommen sollen. Andere Bürgerrechtler lehnten die Idee ab. Die erste afrozentrische Schule hat im September 2009 in Toronto ihre Pforten geöffnet.

## Schulunterschiede im Prestige
Den Lehrplan der kanadischen Schulen legen die  Erziehungsministerien der jeweiligen Provinz fest. Die Schulen können lediglich aus einer Liste von Büchern, die sie für ihre Schüler als am geeignetsten ansehen, auswählen. Besonders beliebt sind Schulen, die sogenannte Advanced-Placement-Kurse (Kurse auf dem Niveau des kanadischen Colleges) anbieten. Wer einen solchen Kurs belegt hat, erhöht damit seine Chancen, vom College seiner Wahl aufgenommen zu werden.
Obwohl alle Schulen einer Provinz dem gleichen Lehrplan folgen, haben einige doch einen besseren Ruf als andere. In Kanada gibt es bei den öffentlichen Schulen keine freie Schulwahl, da jede Schule ihr Einzugsgebiet hat. Man kann jedoch einen Antrag stellen, um eine außerhalb des eigenen Wohngebiets liegende Schule besuchen zu dürfen (cross boundary application). Viele Schulen mit besonders gutem Ruf haben jedoch weit mehr Bewerber von außerhalb, als sie aufnehmen können. So ist es für den Wert eines Hauses ein wichtiges Kriterium, ob gute Schulen in der Nähe sind.

## Geschichte

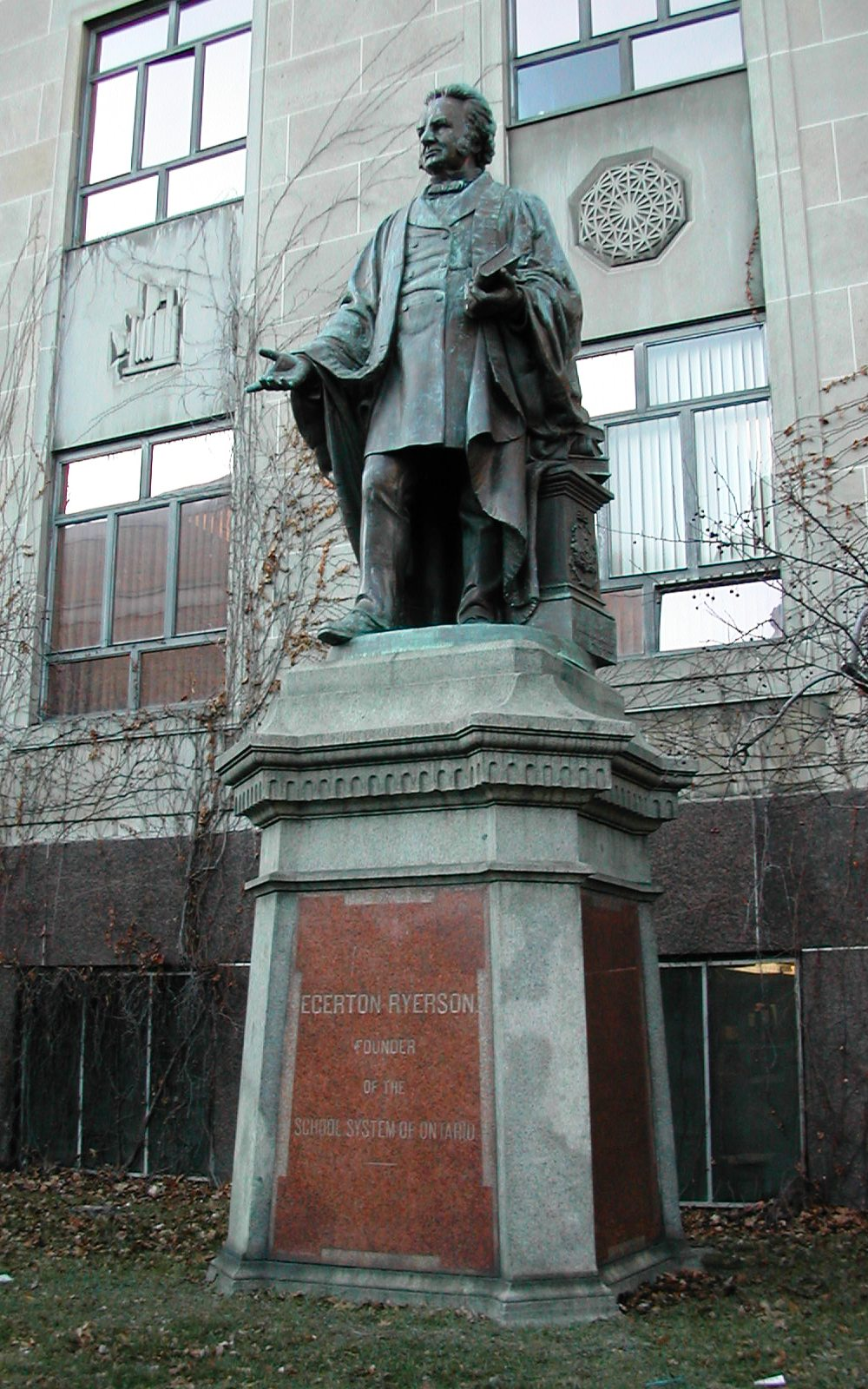
Statue für Egerton Ryerson an der Ryerson University Toronto

Die ersten Lehrer in Kanada waren vier französische Patres, die 1616 mit Champlain dorthin kamen und kleine Pfarrschulen einrichteten. In Nouvelle-France gab es ein einfaches Schulwesen, das vor allem die katholische Kirche trug. Allmählich stieg die Alphabetisierungsrate an. Während die Alltagsbildung bei den Familien lag, übernahmen die katholischen Orden (in Quebec Jesuitenkolleg ab 1635, Ursulinen etc.) die höhere Bildung. Um 1650 wurde das Ursprungsseminar der späteren Université Laval gegründet.
In den anglophonen Regionen ging es sehr unsystematisch zu. Erst durch die Waisenhäuser wurde Bildung eine öffentliche Aufgabe. Egerton Ryerson bot im 19. Jahrhundert in Ontario eine erste nichtkonfessionelle, obligatorische Bildung an, 1807 wurde ein erstes Schulgesetz verabschiedet, das den Kommunen die Finanzlasten übertrug.
1841 wurde bei der Vereinigung der beiden Sprachgebiete ein nationales Schulgesetz verabschiedet. Artikel 93 der Verfassung von 1867 übertrug die Bildungshoheit den Provinzen und sicherte damit den Bestand der sprachlich-religiösen Eigenheiten.